# Ski Mask the Slump God
Stokeley Clevon Goulbourne (* 18. April 1996 in Fort Lauderdale, Florida), besser bekannt unter seinem Künstlernamen Ski Mask the Slump God, ist ein US-amerikanischer Rapper und Songwriter aus Broward County, Florida. Bekannt wurde er durch die Zusammenarbeit mit XXXTentacion und seinen Songs Catch Me Outside und Babywipe.

## Leben
Stokeley Clevon Goulbourne wurde am 18. April 1996 in Fort Lauderdale, Florida geboren und ist jamaikanischer Abstammung. In seiner Kindheit wuchs er mit der Musik von Busta Rhymes, Missy Elliott, Wu-Tang Clan, Lil Wayne und einigen weiteren, ähnlichen Künstlern auf. Durch seine Eltern bekam er des Weiteren viel von der jamaikanischen Musikkultur mit. Durch seinen Vater fing er an, Raptexte zu schreiben, da dieser selbst Rapper war und unter dem Namen „Sin City“ bekannt war. 2013 wurde Goulbourne in eine Jugendstrafanstalt geschickt, weil er mit Marihuana im Wert von ungefähr 10 US-Dollar erwischt wurde. Dort lernte er XXXTentacion kennen, woraufhin sie während ihres Gefängnisaufenthalts eine beste Freundschaft entwickelten. Nach ihrer Entlassung kollaborierten beide auf einigen Songs.

## Karriere
Nach der Entlassung gründete Goulbourne die Rap-Gruppe Very Rare und veröffentlichte kurze Zeit später seinen ersten Song Catch Me auf der Streaming-Plattform SoundCloud. Später folgten die Songs The Blow mit Lil Pump, Life Is Short, Like A Soccer Mom und Take a Step Back. Bei der ersten Veröffentlichung, Catch Me Outside, wurde das Instrumental von Missy Elliotts Track She's a Bitch verwendet. Elliott gab dazu eine positive Resonanz auf Twitter ab. Im Laufe seiner Karriere kamen diverse Zusammenarbeiten mit anderen Künstlern zustande, unter anderem mit Offset, Lil Yachty, ASAP Ferg, Lil Peep, Desiigner und Denzel Curry. Alle sorgten für eine Steigerung an seiner Bekanntheit.
Mai 2016 veröffentlichte er sein erstes, professionelles Mixtape Drown-In-Designer. Ein Jahr später folgte das erste kommerzielle Mixtape YouWillRegret unter Universal Music.
2018 kündigte er an, dass „Very Rare“ zum Label werden soll.
Am 30. November 2018 erschien sein Debütalbum Stokeley. Im Dezember 2018 bestätigte er, dass er und Juice WRLD ein Mixtape namens Evil Twins für 2019 planen, was jedoch nie zustande kam.

## Musikstil
Laut Goulbourne wurde seine Musik von verschiedenen Künstlern beeinflusst, wie beispielsweise Busta Rhymes, Missy Elliot und Timbaland. In einem Interview sagte er: „Ich höre jede Musikrichtung. Rap, Rock, klassische Musik, Heavy Metal... auch manchmal Adele.“

## Privatleben
Goulbourne lebt in New York. Er leidet an einer Herzerkrankung, weswegen er im März 2018 operiert werden musste.

## Diskografie

### Alben
- You Will Regret (Reloaded) (2018)
- Beware the Book of Eli (2018)
- Stokeley (2018)
- 11th Dimension (2024)
- The Lost Files (2025)

### Mixtapes
- Drown-In-Designer (2016)
- YouWillRegret (2017)
- Beware the Book of Eli (2018)
- Sin City – the Mixtape (2021)

### EPs
- Very Rare Lost Files (2016)
- Slaps for My Drop Top Minivan (2016)
- Archives (2018)

### Singles
- Take a Step Back (feat. XXXTentacion) (2017, US: ×2Doppelplatin )
- Catch Me Outside (2018, UK: Silber, US: Platin)
- Babywipe (2018, US: Platin)
- Do I Have the Sause? (2018)
- Nuketown feat. Juice Wrld (2018, UK: Silber)
- Giggle (2018)
- Chemicals (2018)
- Archives (2018)
- Dreamville (2019, US: Gold)
- Carbonated Water (2019)
- How You Feel? (Freestyle) (DJ Scheme & Danny Towers feat. Lil Yachty & Ski Mask the Slump God) (2019, US: Gold)
- Faucet Failure (2019, UK: Silber)
- E-Er (DJ Scheme, Ski Mask the Slump God & Danny Towers feat. Lil Yachty) (2020, US: Gold)

## Auszeichnungen für Musikverkäufe
| Goldene Schallplatte - Brasilien - 2024: für die Single Take a Step Back - Dänemark - 2022: für das Album Stokeley - 2023: für die Single Faucet Failure - Neuseeland - 2020: für die Single Babywipe - 2024: für die Single E-Er | Platin-Schallplatte - Neuseeland - 2022: für das Album Stokeley - 2022: für die Single Catch Me Outside - 2023: für die Single Take a Step Back - Vereinigte Staaten - 2024: für das Lied Unbothered 2× Platin-Schallplatte - Neuseeland - 2024: für die Single Faucet Failure |

Anmerkung: Auszeichnungen in Ländern aus den Charttabellen bzw. Chartboxen sind in ebendiesen zu finden.
| Land/RegionAuszeichnungen für Musikverkäufe (Land/Region, Auszeichnungen, Verkäufe, Quellen) | Silber     | Gold     | Platin       | Verkäufe   | Quellen              |
| -------------------------------------------------------------------------------------------- | ---------- | -------- | ------------ | ---------- | -------------------- |
| Brasilien (PMB)                                                                              | —          | Gold1    | —            | 20.000     | pro-musicabr.org.br  |
| Dänemark (IFPI)                                                                              | —          | 2× Gold2 | —            | 55.000     | ifpi.dk              |
| Neuseeland (RMNZ)                                                                            | —          | 2× Gold2 | 5× Platin5   | 165.000    | radioscope.co.nz NZ2 |
| Vereinigte Staaten (RIAA)                                                                    | —          | 3× Gold3 | 12× Platin12 | 13.500.000 | riaa.com             |
| Vereinigtes Königreich (BPI)                                                                 | 4× Silber4 | —        | —            | 660.000    | bpi.co.uk            |
| Insgesamt                                                                                    | 4× Silber4 | 8× Gold8 | 17× Platin17 |            |                      |